# 世台聯合基金會
世台聯合基金會（STUF United Fund Inc.，簡稱世台、STUF）是一家由台商成立的非政府組織，總部位於美國紐約，成立於2006年，並於2009年正式運作。該基金會致力於推動國際慈善公益及參與聯合國事務，透過連結政府、企業、以及其他非政府組織，在全球各地推動人道救援、災害協助、文化教育、環境保護及公共衛生等相關計畫。

## 歷史沿革
世台聯合基金會於2006年由北美洲台灣商會聯合總會授權在美國紐約州登記，並於2007年取得美國聯邦國稅局核可之501(c)(3)公益慈善機構免稅資格，正式運作始於2009年。該基金會積極參與國際事務，於2010年加入聯合國全球企業盟約（Un Global Compact），2016年獲得聯合國經濟社會理事會特殊諮詢地位（Special Consultative Status），並於2018年成為聯合國內具諮詢地位之非政府組織會議（Conference of Non-Governmental Organizations in Consultative Relationship with the United Nations，CoNGO）的會員。2019年，世台在烏干達成立世台東非中心，2020年成為「美國總統志工服務獎」的正式授權頒發機構，2021年在台灣成立亞太中心。

## 組織運作
世台經費來源主要包括企業捐贈、個人捐款、政府補助等，設立董事會運作該基金會事務，定期召開董監事聯席會議，組織架構包括總部及分支機構，例如亞太中心和東非中心，總部負責整體策略制定和協調，而分支機構則在特定地區負責推動相應的計畫。
世台宗旨乃依據聯合國全球企業盟約，提升國際企業界之社會責任；同時鏈接各洲各國資源，著重和啟動災難救助、人道援助、教育文化、公共衛生與環境保育等領域之議題，目前已在全球五大洲，包括34個國家中，成功推動國際慈善計劃。计算机方面，科丁計畫為世台與台飛國際志工交流協會合作，提供程式教育培訓；生命教育方面，舉辦各類講座以提升社區居民生活品質；在文化教育，贊助台灣身心障礙音樂家參加國際頒獎典禮演出並授獎，「南加州留學獎學金」為世台設立，鼓勵台灣優秀學子到美國留學。此外，該基金會積極推動UN Go計畫，透過講座、工作坊和國際公益晚宴，加深台灣在聯合國事務的參與，並在國際會議上舉辦平行會議。

## 外部連結
- 世台聯合基金會